# Can Coll (Santa Eugènia de Berga)
Can Coll és un edifici del municipi de Santa Eugènia de Berga (Osona) que forma part de l'Inventari del Patrimoni Arquitectònic de Catalunya.

## Descripció
És una masia de planta rectangular assentada damunt d'un serradet de margues, coberta a dues vessants amb el carener perpendicular a la façana orientada al SE. Consta de planta i dos pisos. La façana presenta un portal rectangular format per grans carreus de pedra, a la part esquerra s'hi annexiona un altre cos on s'hi veuen restes d'un portal més baix, tres finestres amb ampits al primer pis i un portal d'arc de mig punt al segon pis flanquejat a cada costat per finestres. Al nord-est només s'hi obre una finestra al segon pis, i hi ha un dipòsit de lloses de pedra. Al nord-oest hi ha dues finestretes a la planta, una amb l'ampit motllurat al primer pis i una al segon. Al sud-oest s'hi annexiona un altre cos aprofitant antics elements de pedra (escaires, porta i finestra). A migdia hi ha una amplia era de cairons.
Per l'aparell constructiu deduïm que el segon pis correspon a una segona etapa constructiva, ja que els escaires només arriben al primer pis. També s'hi afegí el cos sud-oest.

## Història
Apareix registrada al nomènclator de la província de l'any 1860 i consta com a "masia casa de labranza".